# Liste der Baudenkmäler in Weiskirchen
In der Liste der Baudenkmäler in Weiskirchen sind alle Baudenkmäler der saarländischen Gemeinde Weiskirchen und ihrer Ortsteile aufgelistet. Grundlage ist die Veröffentlichung der Landesdenkmalliste im Amtsblatt des Saarlandes vom 22. Dezember 2004 sowie die Inventarliste und die aktuelle Denkmalliste des Landesdenkmalamtes Saar.

## Konfeld
| Lage               | Bezeichnung                          | Beschreibung | Bild |
| ------------------ | ------------------------------------ | --- | ---- |
| Bergstraße 6 Lage  | Wohnhaus mit Wirtschaftsgebäuden     | Erbaut 1794 |      |
| Bergstraße 11 Lage | Wohnhaus                             | Erbaut im 18. Jahrhundert |      |
| Brunnenstraße Lage | Kath. Kirche St. Johannes der Täufer | Die Kirche entstand in den Jahren 1854 bis 1857 nach Plänen des Merziger Kreisbaumeisters Birk. Die Saalkirche mit fünf Fensterachsen besitzt einen offenen Dachstuhl und wird von einem fünfseitigen, eingezogenen Chor mit Kreuzrippengewölbe abgeschlossen. Der Turm ist in die Giebelfassade integriert. Auf dem quadratischen Turm sitzt ein zurückgesetzter oktogonaler Aufsatz als Glockenstube. Der weiße Putzbau ist mit Rundbogenfriesen und Lisenen aus rotem Sandstein geschmückt. Zur Ausstattung gehören die Kreuzweg-Gemälde der Kirchenmalerin Gräfin Octavie de Lasalle von Louisenthal aus dem Jahr 1881. |      |

## Rappweiler
| Lage                 | Bezeichnung                            | Beschreibung | Bild |
| -------------------- | -------------------------------------- | --- | ---- |
| Enzweilerweg Lage    | Kath. Buchemer Kapelle mit Ausstattung | Die Buchemer Kapelle wurde erstmals 1618 erwähnt. In den Folgejahrzehnten verfiel die Kirche zusehends und wurde von 1741 bis 1763 wieder aufgebaut. Im 20. Jahrhundert wurde die Kapelle mehrfach restauriert. Zur Ausstattung gehören mehrere Heiligenfiguren und ein barocker Altar auf einem Sandsteinsockel. Die Kapelle ist ein einfacher kleiner Saalbau mit Satteldach. |      |
| Hochwaldstraße Lage  | Kath. Kapelle St. Marien               | St. Marien wurde zum Dank für Heilung eines Kindes von schwerer Krankheit um 1860 auf einer römischen Begräbnisstätte erbaut. Der rechteckige Saal mit Satteldach wird über ein Portal mit flachem Spitzbogen betreten. Über dem Portal sitzt ein gestreckter Vierpass. Zur Ausstattung gehören eine Pietà und eine Kreuzigungsgruppe. |      |
| Merziger Straße Lage | Kath. Kirche Mariä Himmelfahrt         | Mariä Himmelfahrt wurde 1868 bis 1872 als Saalkirche mit Giebelreiter erbaut. 1923 erhielt die Kirche ein Querhaus und einen Chor nach Plänen der Architekten Prior und Casel aus Trier. 1952/53 baute der Architekt Fritz Thoma einen dreiteiligen Westriegel mit Mittelturm. 1968 wurden die ältesten Bauteile der Kirche wegen Baufälligkeit abgebrochen und anschließend 1968/69 ein Neubau nach Entwürfen von Toni Laub errichtet. Auffälligstes Bauteil ist der mächtige Westriegel mit erhöhtem Mittelteil. Dahinter befindet sich das eigentliche Kirchengebäude als polygonaler Bau aus Sandstein mit unregelmäßigem Pyramidendach. |      |

## Weiskirchen
| Lage                   | Bezeichnung              | Beschreibung | Bild |
| ---------------------- | ------------------------ | --- | --- |
| Trierstraße Lage       | Ensemble Klostermühle    | Zu dem Denkmalensemble gehören ein Wohnhaus mit Scheune und eine Gerberei aus dem 18. Jahrhundert, sowie eine Sägemühle aus dem Jahr 1850. | Zu dem Denkmalensemble gehören ein Wohnhaus mit Scheune und eine Gerberei aus dem 18. Jahrhundert, sowie eine Sägemühle aus dem Jahr 1850. |
| Trierstraße Lage       | Ensemble Klostermühle    | Trierer Straße 14, Sägemühle, 1850 (Ensemblebestandteil) | |
| Trierstraße Lage       | Ensemble Klostermühle    | Trierer Straße 14, Gerberei, 18. Jh., Umbau 1850 (Ensemblebestandteil) | |
| Trierstraße Lage       | Ensemble Klostermühle    | Trierer Straße 14, Scheune, 1. Hälfte 18. Jh. (Ensemblebestandteil) | |
| Trierstraße Lage       | Ensemble Klostermühle    | Trierer Straße 14, Wohnhaus, 1. Hälfte 18. Jh. (Ensemblebestandteil) | |
| Trierer Straße Lage    | Kath. Pfarrhaus          | Um 1750 erbaut | |
| Trierer Straße Lage    | Kath. Kirche St. Jakobus | Die Jakobuskirche wurde in den Jahren 1830 bis 1833 im klassizistischen Stil errichtet und im Jahr 1952 nach Entwürfen von Architekt Franz Luy erweitert. Dabei wurde der ursprüngliche Chor mit dreiseitigem Schluss in einen Rechteckchor verändert und eine Sakramentskapelle erbaut. Die Saalkirche besitzt einen dachreiterartigen Turm mit quadratischem Grundriss. Die Westfassade besitzt ein Giebeldreieck und ein Rundbogenportal mit Lünettenfenster und Freitreppe. Ein umlaufendes Gurtgesims ist mit dem Portal verkröpft. | |
| Trierer Straße 12 Lage | Wohnhaus                 | Erbaut im 18. Jahrhundert, Umgestaltung um 1890 | |
| Trierer Straße 38 Lage | Wohn- und Geschäftshaus  | Erbaut um 1925 | |